# Nowy Targ
Nowy Targ (česky historicky Nový Trh)
je starobylé město na jihu Polska v Malopolském vojvodství ve stejnojmenném okrese. Nachází se asi 84 km jižně od Krakova na řece Dunajec. V roce 2024 zde žilo 30 807 obyvatel, rozloha města činí 51,07 km². 

## Historie
Přesné datum založení města není známé, pravděpodobně však vzniklo v 13. století (před rokem 1233). Dne 22. června 1346 město obdrželo od krále Kazimíra Velikého městská práva.  Od roku 1487 má město právo pořádat výroční trhy.
V roce 1656 bylo město za švédských válek poškozeno. V letech 1939 – 1945 bylo město okupováno Německem a Nowy Targ byl začleněn do tzv. Generálního gouvernementu, konkrétně do Krakovského distriktu. V letech 1941–1942 bylo ve městě židovské ghetto. Během 2. světové války zahynulo 130 obyvatel Nowého Targu polské národnosti a téměř celá židovská populace města. Dne 29. ledna 1945 bylo město osvobozeno Rudou armádou. Během bojů o město zahynulo 237 sovětských vojáků .

## Demografie
Demografická data jsou platná k roku 2019.
|                                 | Počet obyvatel | Počet obyvatel | Ženy     | Ženy   | Muži     | Muži   |
| ------------------------------- | -------------- | -------------- | -------- | ------ | -------- | ------ |
| Jednotka                        | obyvatel       | %              | obyvatel | %      | obyvatel | %      |
| obyvatel                        | 31 979         | 100            | 16 865   | 52,6   | 15 114   | 47,4   |
| Hustota osídlení (obyvatel/km²) | 626,18         | 626,18         | 330,23   | 330,23 | 295,95   | 295,95 |

Okolí Nového Targu je od raného středověku osídleno polskou etnografickou skupinou Podhalanů (Górale podhalańscy).

## Partnerská města
- Évry, Francie
- Kežmarok, Slovensko
- Liptovský Mikuláš, Slovensko
- Radevormwald, Německo
- Roverbella, Itálie

## Galerie

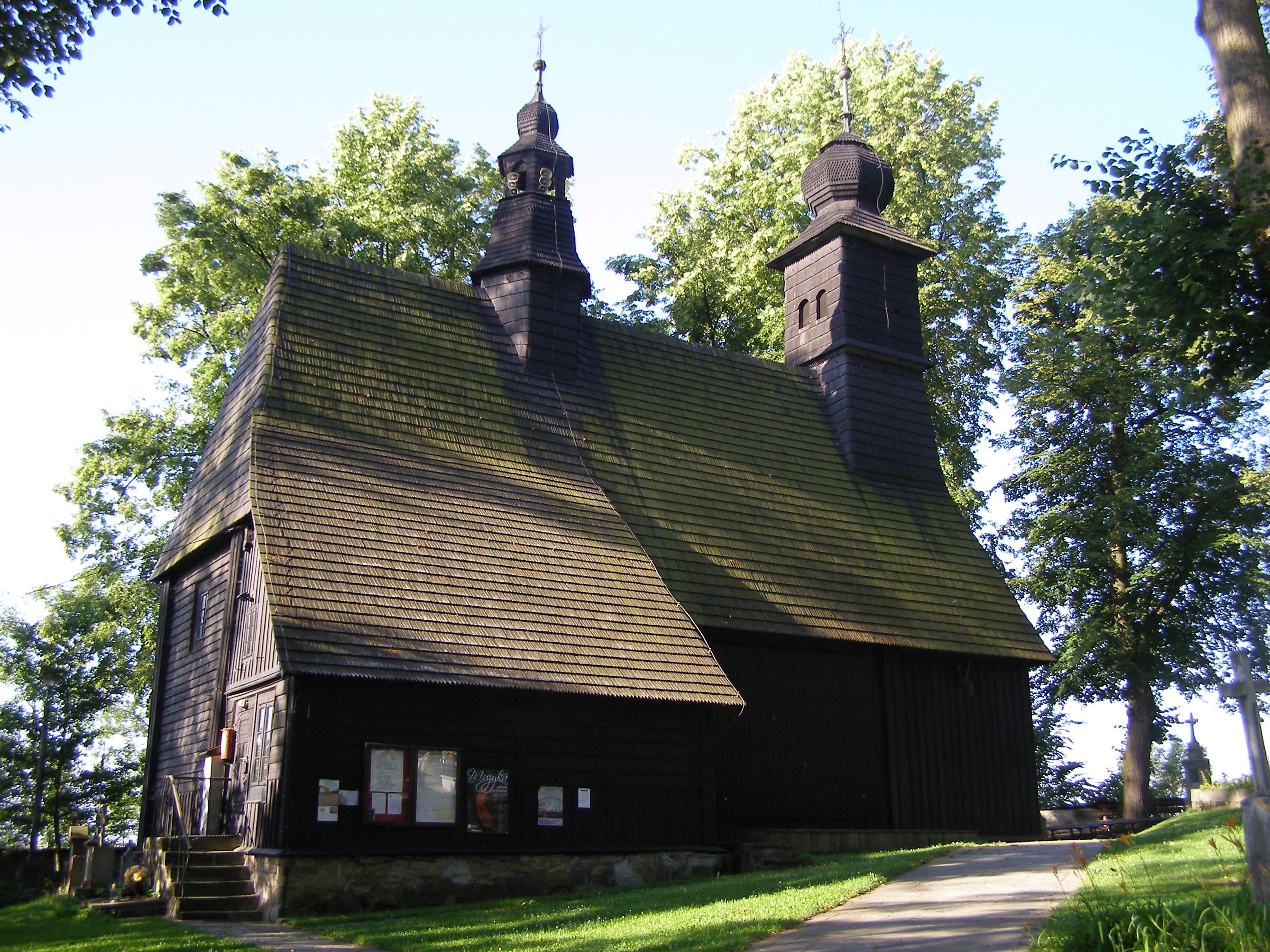
Kostel sv. Anny
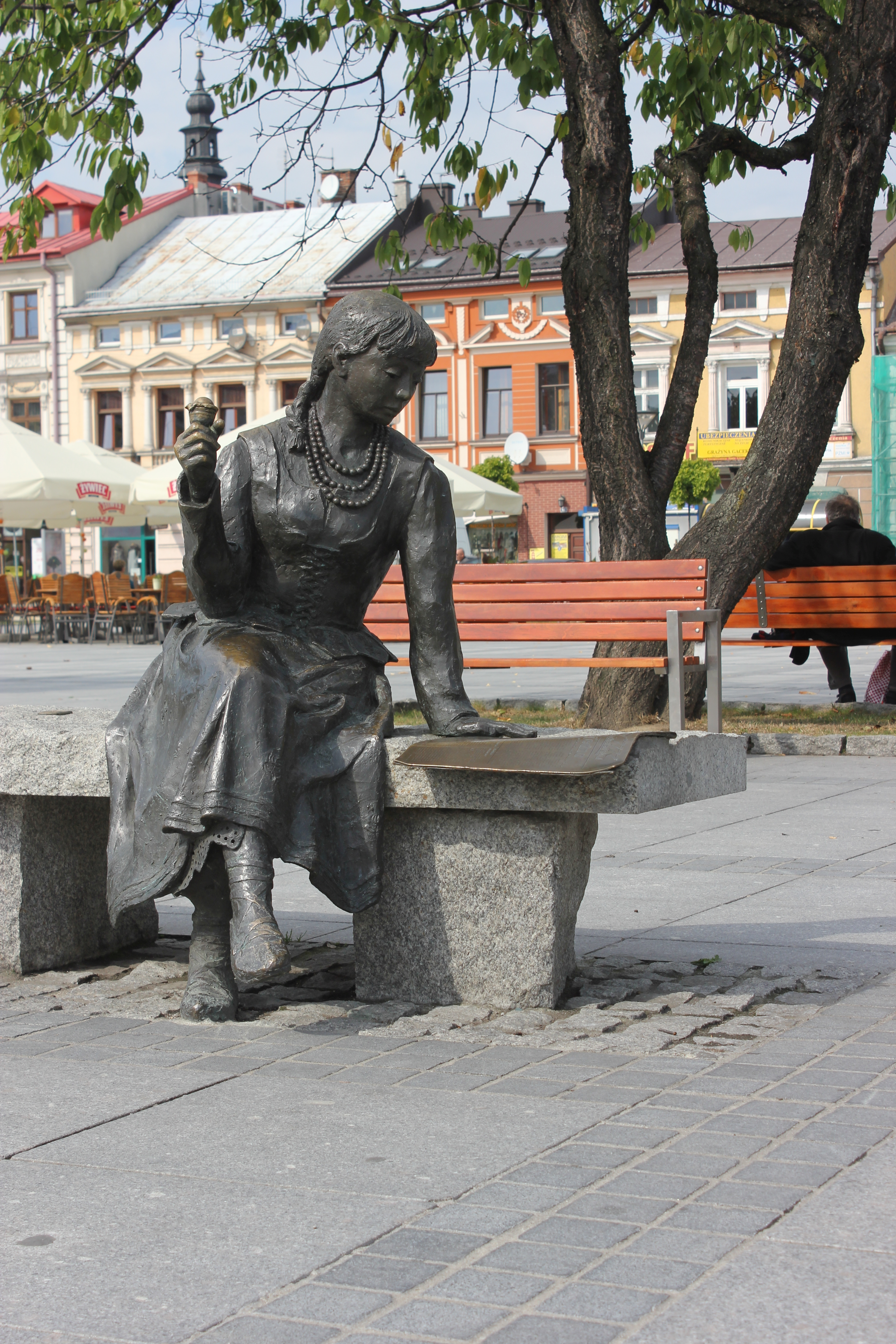
Lavička se sochou Goralky